# ATC代码 (QJ54)
ATCvet代码QJ54（用于乳房内的抗分支杆菌药）是兽用解剖学治疗学及化学分类系统的一个药物分组，这是由世界卫生组织药物统计方法整合中心所制定的药品及其它兽用医用产品的官方分类系统。分组QJ54是QJ抗感染药的一部分。
国家ATC分类可能包括列表中没有的其它分类，列表为世界卫生组织（WHO）版本。

## QJ54A 结核分枝杆菌感染的药物

### QJ54AB 抗生素
QJ54AB02 利福平
QJ54AB03 利福霉素